# 葛城高千那毘売命
葛城高千那毘売命（かつらきのたかちなびめのみこと）は、古墳時代の女性。

## 概要
『古事記』にのみ登場し、葛城之高千那毘売と表記されている。同書によると、意富那毘の妹である葛城之高千那毘売は孝元天皇の皇子である比古布都押之信命の妻となり、味師内宿禰を生んだとされる。